# 2,2′-Bipyridin
2,2′-Bipyridin ist eine chemische Verbindung aus der Gruppe der Bipyridine mit der Summenformel C10H8N2. Sie besteht aus zwei Pyridinringen, die jeweils in α-Position miteinander verknüpft sind.

## Darstellung
2,2′-Bipyridin kann aus Pyridin bei 330 °C mit Eisen(III)-chlorid oder bei Raumtemperatur mit Raney-Nickel synthetisiert werden.
Ein weiterer einfacher Syntheseweg ist die Ullmann-Kupplung von 2-Brompyridin, zu der Kupferstaub verwendet wird.

## Eigenschaften
2,2′-Bipyridin ist bei Raumtemperatur ein weißer Feststoff, der bei 70–72 °C schmilzt und bei 272 °C siedet. Die Verbindung kann als zweizähniger Chelatligand eingesetzt werden und koordiniert dabei über die Stickstoffatome. Als Ligand wird oft die Kurzschreibweise bpy oder bipy verwendet. Mit vielen Übergangsmetallen werden stabile Komplexe gebildet. Bei oktaedrischer Komplexgeometrie entstehen zwei enantiomere Komplexspezies.

## Verwendung
Der Komplex von 2,2′-Bipyridin mit zweiwertigem Eisen ([Fe(bipy)3]2+) ist in Lösung tiefrot. Dieser Komplex kann zur quantitativen kolorimetrischen Bestimmung von Eisen genutzt werden. Dreiwertiges Eisen kann vorher, beispielsweise durch Natriumhydrogensulfit, oder Ascorbinsäure, reduziert werden.